# Jan Ziobro
Jan Ziobro ([ˈjan ˈʑɔbrɔ]), poljski smučarski skakalec, * 24. junij 1991, Rabka-Zdrój, Poljska.
Ziobro je bil član kluba WKS Zakopane in poljske državne reprezentance. V celinskem pokalu je dosegel edino zmago 10. januarja 2015 na tekmi v Wisłi, leta 2016 je osvojil skupno drugo mesto v poletnem delu celinskega pokala. V svetovnem pokalu je debitiral 27. novembra 2011 na tekmi v Ruki s 46. mestom. Prvič se je uvrstil med dobitnike točk svetovnega pokala 12. januarja 2013 z 20. mestom v Zakopanih. Naslednjo sezono 2013/14 je začel 24. novembra z devetim mestom v Klingenthalu in skupno trinajstkrat osvojil točke svetovnega pokala, na tekmah v Engelbergu 21. in 22. decembra je dosegel edini uvrstitvi na stopničke v karieri, zmago in tretje mesto. Sezono je končal na 25. mestu v skupnem seštevku svetovnega pokala. Po sezoni 2015/16 brez osvojene točke se je v sezoni 2016/17 desetkrat uvrstil med dobitnike točk in jo končal na 31. mestu v skupnem seštevku svetovnega pokala. Nastopil je na Zimskih olimpijskih igrah 2014, kjer je dosegel 13. mesto na srednji skakalnici in 15. na veliki posamično ter četrto mesto na ekipni tekmi. Na svetovnih prvenstvih je nastopil leta 2015 v Falunu ter dosegel 8. mesto na srednji skakalnici posamično in bronasto medaljo na ekipni tekmi.